# James Poole
Jim Poole (Rochester, New York; 28 de abril de 1966-6 de octubre de 2023) fue un beisbolista estadounidense que jugó once temporadas con ocho equipos en la MLB en la posición de pitcher de relevo y que ganó la medalla de plata en los Juegos Panamericanos realizados en 1987 en Indianánapolis, perdiendo la final ante Cuba.

## Carrera
A nivel universitario jugó para los Georgia Tech Yellow Jackets de 1985 a 1988 y sería contratado por los Texas Rangers a finalizar el año 1989 como agente libre. Poole sería cambiado a Los Angeles Dodgers por los lanzadores de ligas menores Steve Allen y David más dinero el 29 de diciembre de 1990. Él sería tomado por los Rangers el 26 de mayo de 1991 y reclamado de la lista de waivers por los Baltimore Orioles cinco días después. Sería el último lanzador de los Orioles en obtener una victoria en el Memorial Stadium, que fue por 7–3 ante los Detroit Tigers en el penúltimo partido de la temporada de la MLB que se jugó en ese estadio el 5 de octubre de 1991. Se convirtió en agente libre por primera vez cuando los Orioles rechazaron ofrecerle un contrato el 23 de diciembre de 1994 antes de la huelga de jugadores. Sería uno de los jugadores de los Orioles alternos que representaron al comité de pensiones de la Major League Baseball Players Association.
Poole fue contratado como agente libre por los Cleveland Indians en cuatro ocasiones: el 18 de mayo de 1995; el 22 de julio de 1998; el 26 de agosto de 1999; y el 9 de junio de 2000. Apareció en dos ocasiones con los Indians en la Serie Mundial de 1995, ambas fueron derrotas ante los Atlanta Braves en el Atlanta–Fulton County Stadium. Retiró a los tres bateadores que enfrentó en la séptima entrada de juego 2. Sería el lanzador perdedor en el decisivo juego 6. Entró para reemplazar a Dennis Martínez con Mark Lemke en la segunda base y con Chipper Jones en la primera con dos outs en la quinta entrada y ponchó a Fred McGriff con tres lanzamientos. El siguiente bateador al que enfrentó fue David Justice, el cual le conectó un cuadrangular al lanzarle una recta. Antes de eso tuvo su primer turno al bat en la MLB, el cual fue out en un elevado de foul en un fallido intento por mover a Tony Peña, y antes había fallado en un intento de toque de bola.
Poole después fue comprado por los San Francisco Giants a cambio de Mark Carreon el 9 de julio de 1996. Lanzó 26 2⁄3 innings en 32 partidos con un récord de 4–0 y 3.04 de ERA antes del cambio. Los Giants en ese entonces estaban necesitados de lanzadores zurdos durante el periodo de cambios.

## Juegos Panamericanos
Estuvo en el roster de Estados Unidos en los Juegos Panamericanos de 1987 en Indianápolis, donde ganaron la medalla de plata luego de perder la final ante Cuba.

## Muerte
En 2021 Poole fue diagnosticado con esclerosis lateral amiotrófica. Falleció a causa de dicha enfermedad el 6 de octubre de 2023 a los 57 años.